# Robert Jelinek

Robert Jelinek (2010)

Robert Jelinek (* 1970 in Pilsen) ist ein österreichischer Künstler.

## Werdegang
Die ersten 10 Jahre wuchs Robert Jelinek in Pilsen (Tschechoslowakei) auf. 1980 emigrierte die Familie mit ihm nach Österreich. In Linz studierte er 1986 Gebrauchsgrafik an der HTL und von 1987 bis 1989 Malerei und Visuelle Gestaltung bei Wolfgang Flatz an der Kunstuniversität Linz. 1990 begann er ein Studium Freie Kunst bei Fritz Schwegler an der Kunstakademie Düsseldorf, das er von 1991 bis 1995 in der Meisterklasse Grafik bei Gunter Damisch an der Akademie der Bildenden Künste Wien fortsetzte.
Robert Jelinek lebt und arbeitet in Wien.

## Werk
Robert Jelinek arbeitet seit 1990 in den Bereichen „zeitbasierte Medien“, Olfaktorik, elektronische Musik und konzeptuelle Kunst.
Unter dem Namen „Sabotage“ sieht er seine künstlerische Arbeit als eine Schnittstelle zwischen Bildender Kunst, Aktionismus und Konzeptkunst, die ab 1994 ihre Realisierung in dem Musiklabel „Sabotage Recordings“, der Organisation „Sabotage Communications“ und von 2003 bis 2013 in dem Kunstprojekt eines „eigenen Staates“ (State of Sabotage) fand.
In seinem Projekt „Unternehmen Tagebuch“ von 1990 bis 1992 richtete er private Botschaften an Freunde und Verwandte mit Hilfe elektronischer Medien.
Unter dem Namen „Sabotage“ wurden zwischen 1992 und 1995 über 70 öffentliche Aktionen und Projekte realisiert. „Sabotage“ zielte auf die Beeinträchtigung von definierten Denkschemata und Handlungsmustern. Öffentlich Orte für bestimmte Funktionen wurden kurzzeitig privat genutzt, so zum Beispiel Telefonzellen, Toilettenanlagen, Aufzüge, Fotozellen sowie Einrichtungen zur zivilen Überwachung.
Neben Skulpturen, Installationen und Kunst im öffentlichen Raum schuf Jelinek seit 2005 vermehrt Zeichnungen. So erschien 2006 das Buch mit Zeichnungen Ruptur der Aorta. 2012 schrieb und illustrierte Jelinek für seine Tochter das Kinderbuch Narthex.

## Aktionismus im Musikformat (1994–2001)
Anfang der 1990er Jahre beschäftigte er sich mit elektronische Musik und gründete in Wien das Label Sabotage Communications, welches unter den Namen Sabotage Recordings, Subetage Records und Craft Records in den Jahren 1994 bis 1999 über 60 Tonträger veröffentlichte. Das Musiklabel war eine Plattform für junge Bands, DJs und Gruppen aus mehreren Ländern, darunter Soloveröffentlichungen und Beiträge von Adult, Ultradyne, Le Car, Dopplereffekt, Ectomorph, Texta, Richard Dorfmeister, Patrick Pulsinger, Fennesz, Kodwo Eshun, Franz Pomassl, Ryoji Ikeda, Panacea oder Alois Huber.
1999 löste Jelinek das Musiklabel „Sabotage Recordings“ auf.  Der Restbestand an Tonträgern wurde von einer Asphaltierungsfirma im Wiener Flex am Tanzboden asphaltiert.
Das Sound-Auto „The Beast“ gewann mehrere Preise bei internationalen dB-Wettbewerben gewann. The Beast wurde beim European „db drag racing Championship“ 2001 in Stuttgart das lauteste Auto Europas.
2001 erstellte er für das Wiener MuseumsQuartier ein Konzept für die örtliche Zusammenführung musikalischer Prozesse. Unter seiner künstlerischen Leitung entstand der „Spoiler“, ein mobiler Ort an dem ein Musikarchiv, Plattenladen, Flyerverteilerstelle, Tonstudio und Diskussionsplattform zusammenwirken. Zu seinen Gästen zählten Grandmaster Flash, Coil, Bill Drummond/KLF, Jürgen Teipel, Tony Wilson oder Torch.

## Olfaktorische Interventionen (1998–2002)

CASH 50 ml Parfum / Hall in Tirol, 2000

Ab 1998 folgen die ersten olfaktorischen Kunstaktionen und Projekte. Jelinek stellt sich als Proband tagelang der Wiener Ludwig Boltzmann Gesellschaft für olfaktorische Versuche zur Verfügung. Bei Jelineks Aktionen und Duftkreationen wird Geruch als Informationsträger mittels verschiedener Medien eingesetzt. Im gleichen Jahr wurde das Parfum Cash Parfum – Der Duft des Geldes 1999 initiierte er das Geruchsfestival Airconditions, bei dem eine Woche lang im Stadtraum Wien verschiedene Gerüche als Informationsträger zum Wirken kamen. Zwei Monate vor der EURO Währungseinführung 2001 ließ Jelinek mit € de Toilette den Duft des österreichischen Schilling auf frische 10-Euro-Banknoten sprühen und als Duftbaum vakuumverpacken. 2002 begab er sich auf den Spuren des ausgerotteten Beutelwolf (Tasmanischer Tiger) durch Australien und Tasmanien, um den Moschus-Duftstoff des Thylasine synthetisch zu erzeugen und als unsichtbare Zaunbarriere einzusetzen. Es folgen Beschäftigungen mit Seuchen insbesondere der schwarzen Pest sowie mit Micronations.

## Staatskunst – State of Sabotage (2003–2013)

Staatswappen: State of Sabotage (SoS) Gestaltung Franz Graf und Robert Jelinek

In einer Kunstaktion am 30. August 2003 um 13:00 CET rief Jelinek den SoS (State of Sabotage) auf der Insel Harakka vor Helsinki vor Publikum ins Leben. Jelinek und HR Giger riefen gemeinsam mit dem 25-köpfigen finnischen Chor der schreienden Männer Huutajat feierlich den „Staat“ aus. Dabei wurde die Skulptur Sabotage des Schweizer Künstlers und Alien-Erfinders enthüllt. Die Skulptur soll auf dem höchsten Punkt der Insel Harakka verbleiben und ist öffentlich zugänglich. Die Staatserklärung fand unter der Patronage folgender Mikronationen statt: Principality of Sealand, Ladonia, NSK State, Elgaland-Vargaland und Transnational Republic. SoS erklärte den 30. August zum Staatsfeiertag, um sich an diesen historischen Event jährlich gebührend zu erinnern. In Australien wurde die erste SoS-Provinz „Baldrockistan“ erworben. Weiterhin erfolgten in diesem Jahr Botschaftseröffnungen und Präsentationen in Amsterdam, Wien und Nantes. Das SoS-Staatswappen wurde von Franz Graf gestaltet, der SoS-Pass von Heimo Zobernig. Eine eigene Staatswährung „SoS“ mit der 5-SoS-Münze wurde ebenfalls eingeführt.
2004 wurde begonnen, diplomatische Beziehungen zu anderen Staaten aufzubauen , die SoS-Kunstsammlung wurde angefangen und Kooperationen mit Künstlern wie Roman Signer und Timm Ulrichs durchgeführt. Es folgten öffentliche Projekte, Ausstellungen und Botschaftseröffnungen in Hamburg/Deutschland, Den Helder/Holland, New York/USA, Novi Sad/Serbien, Barcelona/Spanien, Nizza/Frankreich, Ljubljana/Slowenien. 
2005 brachte Robert Jelinek den SoS-Gral in ein Museum in Ushuaia/Argentinien. Bei seiner Einreise zu einer Ausstellungsbeteiligung von SoS in Ohio/USA wurden von der Homeland Security alle SoS-Pässe sowie privates Eigentum beschlagnahmt und beschädigt. Das FBI gab nach 3 Monaten, die beschlagnahmten Gegenstände zurück.
Weiterhin wurden in diesem Jahr Kooperationen mit Jonathan Meese und Herman de Vries eingegangen. Jelinek schrieb die erste Version der SoS-Staatsverfassung und ratifizierte für die UNO die SoS-Anerkennung der Menschenrechte, sowie den „Wiener Konventionsbeschluss für diplomatische Beziehungen“.
In einem Zeitraum von 8 Monaten suchten im Jahr 2006 über 700 Afrikaner aus Nigeria, Ghana, Togo, Südafrika, Benin, Kamerun, Burkina Faso, Libyen, Gambia, Liberia, Uganda, Senegal und Sambia mit eigenen kreativen Arbeiten als Tausch gegen einen SoS Pass an. Die faktische SoS-Anerkennung ermöglichte afrikanischen Migranten, Länder, die sie gezwungen waren zu verlassen, tatsächlich zu bereisen. Im August 2006 wurde der österreichische Zoll auf einige Pakete aufmerksam und schaltete die Kriminalpolizei ein. Nach einer Vorladung von Robert Jelinek wurde die Anzeige von der Staatsanwaltschaft zurückgelegt und das eingeleitete Verfahren eingestellt.
Jelinek brachte den zweiten Gral in das nördlichste Museum der Welt, nach Longyearbyen auf der Insel Spitzbergen. Durch den Erwerb einer Wiese in der tschechischen Region Südböhmen wurde das SoS-Territorium erweitert. Nach dem Prinzip des Foucaultschen Pendels ließ er in der Waldviertler Landschaft bei Schiltern (Gemeinde Langenlois) eine 20 Meter hohe Stahlkonstruktion bauen, an der 30 cm über dem Boden ein begehbares Haus (Pendelhaus) schwebte. Zudem erfolgten in diesem Jahr Botschaftseröffnungen und Ausstellungen in Berlin, Hannover, Istanbul, Krems und Prag.
Die eingeführte „SoS“-Währung wurde 2007 bei der Weltbank/IWF eingereicht. Die US-Regierung hielt sich die Domain „stateofsabotage.com“ vor und ließ sie durch ihren nahestehenden Konzern DomainsbyProxy blockieren. Nach den Anträgen aus dem afrikanischen Kontinent, folgten weitere SoS-Passanträge aus der ganzen Welt. Der SoS-Pass wurde vorwiegend als Ausweis genutzt, der Migranten als Zugang zur medizinischen Versorgung, Arbeitsgenehmigung und für Geldtransfers an Verwandte in ihren Herkunftsland diente. In diesem Jahr wurde auch die SoS-Kunstsammlung weiter ausgebaut. Zudem wurde SoS de facto von Slowenien, Schweiz, Monaco und Andorra anerkannt. Neben der Teilnahme an der Konferenz AER (Assembly of European Regions) in Udine unter dem Vorsitz des EU-Präsidenten José Manuel Barroso fanden Präsentationen und Ausstellungen in Toronto und Kingston/Canada, Žilina (Slowakei), Linz, Wien und Graz statt.
Im Jahr 2008 erwarb Jelinek in Mauerbach ein Grundstück und ernannte es zur SoS Residenz und zum Staatsterritorium. Die SoS Provinz Trojice bei Trhové Sviny (Tschechien) wurde um weitere 3.500 m² erweitert. Die blockierte Domain „stateofsabotage.com“ wurde bei einer Web-Auktion wieder zurückgekauft. Reisen und Ausstellungen in Österreich, Deutschland, Holland und Australien. Anfang 2009 wurde Jelinek von der österreichischen Staatsanwaltschaft schriftlich mitgeteilt, dass ein laufendes Ermittlungsverfahren gegen ihn – der Vorwurf der Fälschung von Reisepässen – eingestellt wurde. Errichtung eines Atelier-Pavillons auf der SoS Residenz in Mauerbach. Reisen und Ausstellungen in Österreich, Ägypten, Griechenland, Schweiz, Frankreich und Italien. Jelinek überbringt den dritten SoS Gral an das süd-östlichste Museum der Welt auf Stewart Island/Neuseeland, damit sind Ende 2010 alle drei SoS Staatshüter komplett. 2011 erscheint das Buch Offshore Census, welches knapp 14.000 SoS-Staatsbürger umfasst. Reisen und Ausstellungen in Ägypten, Norwegen, Griechenland und Österreich.
Mit dem zehnten Jahrestag, am 10. August 2013, wurde die Aktion für beendet erklärt (Mission Completed).

## Geistiges Grundeinkommen – Der Konterfei (seit 2014)
Mit dem Essay „Kultur anlegen“ (Der Konterfei 001) schließt Jelinek mit dem Kunstbetrieb ab und gründet im Februar 2014 als erweiterte Kunstproduktion das Journal „Der Konterfei“. Er reduziert seine künstlerische Produktion auf das Erkenntnisinteresse, welches als Text in Buchform erscheint. Der Konterfei dient weiters als Vorbereitung für eine kommende SoS Akademie. Dafür stellt Jelinek bereits jetzt diese „Studienbücher“ bereit. Der Konterfei porträtiert in Form von Gesprächen, Essays und Manifesten ausgewählte Themen und Persönlichkeiten, die gesellschaftliche Gegenwartstendenzen spiegeln, „verschüttetes“ Wissen und interdisziplinäre Strategien, die von wissenschaftlicher, kultureller und der humanistischen Kulturtradition von Belang sind. „Für diese Akademie interessiert mich jenes Wissen, das sozusagen hinter Google liegt. Dieses Hintergrundwissen muss man von jenen Persönlichkeiten abzapfen, die als Teil etablierter Systeme bereit sind, dieses Wissen zu teilen. Damit meine ich einen Beitrag zu unseren geistigen Grundeinkommen“. Zu den ersten Veröffentlichungen zählen Gespräche mit und über Timm Ulrichs, Oswald Oberhuber, Peter Weibel, Bill Drummond, Klaus Ferentschik, Coil, Paul Watzlawick, Olena Chekan, Václav Havel, Achmed Sakajew, André Glucksmann, Boris Nemzow und Genesis P-Orridge. Mit einem Konvolut von 50 Publikationen wurde nach fünf Jahren der Eigenverlag in der bisher geführten Form aufgelöst. Jelinek brachte alle Bücher von den Autoren signiert in einer Schuber-Box in die Bibliothek der Schutzhütte Capanna Regina Margerita. Als Folgeprojekt entstand „One“, eine Serie von abspielbaren Tonbildpostkarten mit Studierenden aus mehreren Universitäten und dem Vinylograph, wo eine Frage an eine Person gerichtet und die Antwort hörbar wird mit Beiträgen von Bèla Tarr, Christian Fennesz, Sibylle Berg, René Pollesch, Romeo Castellucci. Von 2020 bis 2022 stellte Jelinek aufgrund der COVID-19-Pandemie alle geplanten künstlerischen Aktivitäten ein und widmete sich lokalen Mineralien, hauptsächlich dem Moldavit.
In einem Zeitraum von zwei Jahren verbrachte er viel Zeit im tschechischen Moldavit-Streufundgebiet und veröffentlichte mit Admir Mešić zwei Bücher darüber, die nur im Tausch gegen einen Moldavit erhältlich waren. Im Mai 2022 schenkte Jelinek dem Museum Tyn nad Vltavou das weltweit erste Moldavit Denkmal; eine Bronzeskulptur bestehend aus einem paar mit Erde beschmutzten Gummistiefeln mit darin eingesetzten Moldaviten.

## Bücher
- Unternehmen Tagebuch. Galerie im Stifterhaus, 1993, ISBN 3-9500-0052.
- Sabotage 1992–93. Eigenverlag 1993, ISBN 3-9500005-3-4.
- Sabotage 1992–95. Brandstätter Verlag, Wien 1995, ISBN 3-85447-592-6.
- Subetage. Edition Selene Wien 1999, ISBN 3-85266-106-04.
- mit Christoph Steinegger: Sabotage: Torments & Vices. Engl. Die Gestalten Verlag 2002, ISBN 3-931126-97-8.
- Das Medien Mysterien Theater. Edition Selene, 2002, ISBN 3-85266-195-1.
- Ruptur der Aorta. Bibliothek der Provinz, 2006, ISBN 3-902414-30-8.
- Offshore Census – Citizens of the State of Sabotage. Springer, Wien / New York 2011, ISBN 978-3-7091-0533-7.
- Narthex. Kinderbuch. Bibliothek der Provinz 2013, ISBN 978-3-99028-201-4.
- Kultur Anlegen. Der Konterfei 2014, ISBN 978-3-9503749-0-2.
- Coil. (Herausgeber) Der Konterfei 02, 2014, ISBN 978-3-9503749-1-9.
- Klaus Ferentschik – Kabelenzyklopädie – Der Konterfei 03, 2014, ISBN 978-3-9503749-3-3.
- Timm Ulrichs. (Herausgeber) Der Konterfei 05, 2014, ISBN 978-3-9503749-4-0.
- Oswald Oberhuber. Herausgegeben mit Gisela Stiegler, Der Konterfei 06, 2014, ISBN 978-3-9503749-5-7.
- Andreas Leopold Hofbauer und René Luckhardt – HER. Der Konterfei 09, 2015, ISBN 978-3-9503749-8-8.
- No Go Der Konterfei 010, 2015, ISBN 978-3-9503749-9-5.
- Bill Drummond – Lecture at Spoiler, Vienna 2002. (Herausgeber) Der Konterfei 011, 2015, ISBN 978-3-903043-00-8.
- Timm Ulrichs – Auf der Überholspur (Herausgeber) Der Konterfei 016, 2015, ISBN 978-3-903043-05-3.
- Alfred J. Noll – Wenigstens irritieren (Herausgeber) Der Konterfei 019, 2016, ISBN 978-3-903043-08-4.
- Indo Visions – Iswanti Suparma, Daniel Alamsjah and Jogja Noise Bombing – Robert Jelinek (Herausgeber) Der Konterfei 025, 2016, ISBN 978-3-903043-14-5.
- Erich von Däniken – Der Startschuss kam von außen – Robert Jelinek (Herausgeber) Der Konterfei 024, 2016, ISBN 978-3-903043-13-8.
- Herman de Vries – Robert Jelinek (Herausgeber) Der Konterfei 028, 2016, ISBN 978-3-903043-17-6.
- John Carpenter – Dim the Dark – Robert Jelinek (Herausgeber) Der Konterfei 029, 2016, ISBN 978-3-903043-18-3.
- Ulay - Don’t read this – Robert Jelinek (Herausgeber mit Saso Kalan) Der Konterfei 032, 2016 ISBN 978-3-903043-21-3.
- Udo Pollmer - Ohne Mampf kein Kampf (Herausgeber mit Dieter Würch) Der Konterfei 30, 2017 ISBN 978-3-903043-19-0.
- State of Sabotage – Robert Jelinek (Herausgeber) Der Konterfei 023, 2017 ISBN 978-3-903043-12-1.
- Maria Papadimitriou - Robert Jelinek (Herausgeber) Der Konterfei 34, 2017 ISBN 978-3-903043-23-7.
- Jürgen Zulley – Möge der Schlaf mit dir sein – Robert Jelinek (Herausgeber) Der Konterfei 037, 2017 ISBN 978-3-903043-26-8.
- Aristide Antonas – Testing the Ordinary – Robert Jelinek (Herausgeber) Der Konterfei 038, 2017 ISBN 978-3-903043-27-5.
- Herbert Nitsch – Breathing is overrated – Robert Jelinek (Herausgeber) Der Konterfei 039, 2017 ISBN 978-3-903043-28-2.
- Alain Robert – Defying Conventional Wisdom – Robert Jelinek (Herausgeber) Der Konterfei 040, ISBN 978-3-903043-29-9.
- Grandmaster Flash – A Conversion at Spoiler, Vienna 2002 – Robert Jelinek (Herausgeber) Der Konterfei 043, ISBN 978-3-903043-32-9.
- Hanns Hatt – Um Nasenlängen voraus – Robert Jelinek (Herausgeber) Der Konterfei 045, 2018, ISBN 978-3-903043-34-3.
- Gottfried Helnwein – Die Macht der Bilder – Robert Jelinek (Herausgeber) Der Konterfei 046, 2018, ISBN 978-3-903043-35-0.
- Stoya – Porn, the reason for everything else – Robert Jelinek (Herausgeber) Der Konterfei 047, 2019 ISBN 978-3-903043-36-7.
- Peter Greenaway – I’m always accused of disagreeing with what I said last week – Robert Jelinek (Herausgeber) Der Konterfei 048, 2019, ISBN 978-3-903043-37-4.
- Braco – In den Augen der Anderen – Robert Jelinek (Herausgeber) Der Konterfei 049, 2019, ISBN 978-3-903043-38-1.
- Milan Prchal – 60 years on the Green Wave. (Herausgeber: Robert Jelinek, Admir Mesic). Der Konterfei 072, Wien, 2021. ISBN 978-3-903043-59-6.
- On the Green Wave – Inside the World of Moldavite (Herausgeber: Robert Jelinek, Admir Mesic). Der Konterfei 074, 2022. ISBN 978-3-903043-62-6.
- Drainage - The Ambush Protocols / Hinterhalt Protokolle (Herausgeber: Robert Jelinek). Der Konterfei 077, 2023. ISBN 978-3-903043-65-7.
- The Austrian Moldavite - On the Traces of the Green Tektite (Herausgeber: Robert Jelinek). Der Konterfei 078, 2023. ISBN 978-3-903043-66-4.